# Carbona
Carbona is een geslacht van vlinders van de familie uilen (Noctuidae), uit de onderfamilie Hadeninae.

## Soorten
- C. cognata Schaus, 1911
- C. lucens Schaus, 1911
- C. obscura Schaus, 1906